# 13149 Heisenberg
13149 Mauersberger eller 1995 EF8 är en asteroid i huvudbältet som upptäcktes den 4 mars 1995 av den tyske astronomen Freimut Börngen vid Tautenburg-observatoriet. Den är uppkallad efter den tyske fysikern Werner Heisenberg.
Den tillhör asteroidgruppen Themis.